# 陳金鳳
陈金凤（894年—935年），原为闽王王审知的侍姬，王审知死后，又成了他儿子王延钧的皇后（第三任嫡妻）。福建福清人，她和王延钧生下第三子王继镕。

## 生平
陈金凤生于唐末，是福清万安人氏，陈金凤名义上的父亲是福建观察使陈岩，陈岩有断袖之癖，宠爱男寵侯伦，侯伦少年时仪表丰绰，是个标准的美男子，膚色白暫，有如好女子，再加上个性柔顺，因而成为陈岩的男宠，随时可以出入陈家，陈岩的小妾陆氏也是個大美人，因被丈夫冷落，便与侯伦通姦，在陈岩死后，他的妻弟范晖自称留后，陆氏便又托身范晖，不久生下一女，生女的那天夜里，她梦见飞凤入怀，因此取名金凤，冒姓陈。陈金凤实为侯伦与陆氏所生，由范晖收养，陈金凤即为侯伦与陆氏所生的私生女。
陈金凤长到17岁，出落得十分漂亮，妙曼窈窕，善歌舞，通音律，被送入闽王王审知宮中做宮女，封号为才人，陈金凤并不是国色天香的那一类美人胚子，但她有一样是当时人无法相比的，就是她的玉肌滑肤独具特色，晶莹剔透，她不仅善于填词造句，还精通音律，能歌善舞，所以被王审知納為妾，由于才华和美貌，甚得王审知的喜爱，王審知死後，内侍李仿极口称誉陈金凤姿色超绝，其子王延钧被37歲陳金鳳的美貌所傾倒，不久，陈金凤便为王延钧生下一子王继镛，王延鈞窮奢極慾，荒淫好色，而陳金鳳容貌妩媚但十分淫荡，王延钧筑长春宫让陈金凤居住，王延钧与陈金凤常在长春宫里做彻夜之欢，每此宴会时燃起金龙烛数百枝，光明如白昼。命宫女数十人各擎一杯以次递进，杯子都是金玉、玛瑙、琥珀、玻璃做成，王延钧遣使造水晶屏风，周长四丈二尺，每當深夜時，王延钧就和陈金凤喝得半醉半醒，裸程相拥，在偌大的床笫之间翻来滚去，表演各种各样的交媾姿态，引為笑樂，叫做“水晶秘戏”，令宫女隔屏风观看，陈金凤还夜收美貌宫女入宫搞同性恋，王延钧绝不干涉。
王延钧即位，封陈金凤为淑妃，龙启元年（933年）端午节，王延钧下令造彩舫（龍舟），每艘由二三十名穿短衣的宮女划龍舟競渡，王延鈞就和妃嬪一同乘坐大龍船觀賽，此時陳金鳳有感而發，作兩首《漁歌子·乐游曲》，命宫女同声歌唱。永和元年（935年）二月，立陈金凤为皇后，不但封她为皇后，还兼理宰相职务，人称“皇后宰相”，把持朝政，为所欲为，並追封其名义上的父亲陈岩为威武军节度使，其母陆氏为长乐郡夫人，族人陈匡胜为殿使。
後王延钧中风瘫痪，不能上朝，陈金凤既当皇后，又兼理宰相，遂独揽朝政，陈金凤为了满足肉体的需要，並包養情夫，與歸守明、李可殷通姦，淫亂後宮，有时陈金凤慾火太炽，归守明满足不了陈金凤的慾求，便引荐李可殷也与陈金凤私通，陈金凤的亲戚陈匡胜、情夫李可殷，得罪了王延钧的嫡次子福王王继鹏、皇城使李仿（王继鹏宠妾李春鷰的义兄）。李仿打死了李可殷。陈金凤在王延钧面前状告王继鹏和李仿。王延钧大怒要处置他们，十月十九，王继鹏纠合李仿抢先发动兵变，将继母陈金凤、胞弟王继韬和父亲王延钧一齐杀死，葬在莲花山侧，传说后来南唐乱军挖掘坟墓，陈金凤容色如生，鲜血流淌不息，整座山变成了红色，后人称其山为“胭脂山”。
福建民间称陈金凤为“万安娘娘”，陈金凤有诗才，擅玩乐，今存词二首。